# Єгінбулак (Жарминський район)
Єгінбула́к (каз. Егінбұлақ) — село у складі Жарминського району Абайської області Казахстану. Входить до складу Капанбулацького сільського округу.
Населення — 95 осіб (2021; 144 у 2009, 208 у 1999, 344 у 1989).
Національний склад станом на 1989 рік:
- казахи — 100 %

У радянські часи село називалось також Єгін-Булак.